# Boreus brumalis
Boreus brumalis är en näbbsländeart som beskrevs av Fitch 1847. Boreus brumalis ingår i släktet Boreus och familjen snösländor. Inga underarter finns listade i Catalogue of Life.